# Łazany
Łazany – wieś w Polsce położona w województwie małopolskim, w powiecie wielickim, w gminie Biskupice. Znajdują się na pasie wzgórz w obrębie Pogórza Wielickiego, przy drodze wojewódzkiej nr 966 z Gdowa do Krakowa.
W latach 1975–1998 miejscowość administracyjnie należała do województwa krakowskiego.
| SIMC    | Nazwa            | Rodzaj     |
| ------- | ---------------- | ---------- |
| 0315092 | Brodki           | część wsi  |
| 0315100 | Dołówki          | część wsi  |
| 0315117 | Huta             | część wsi  |
| 0315123 | Ignacówka        | część wsi  |
| 0315130 | Słotwiny         | część wsi  |
| 0315146 | Ścieżki          | część wsi  |
| 0315169 | Wola Podłazańska | przysiółek |
| 0315152 | Żelazna          | część wsi  |

W 1595 roku wieś Łęzany położona w powiecie szczyrzyckim województwa krakowskiego była własnością kasztelana małogoskiego Sebastiana Lubomirskiego.

## Zabytki
Obiekty wpisane do rejestru zabytków nieruchomych województwa małopolskiego.
- Kościół parafialny pw. Znalezienia Krzyża Świętego, z najbliższym otoczeniem w obrębie cmentarza z ogrodzeniem;
- kaplica cmentarna;
- zespół dworski: dwór, park;
- zespół dworski: oficyna, obora.

## Galeria zdjęć

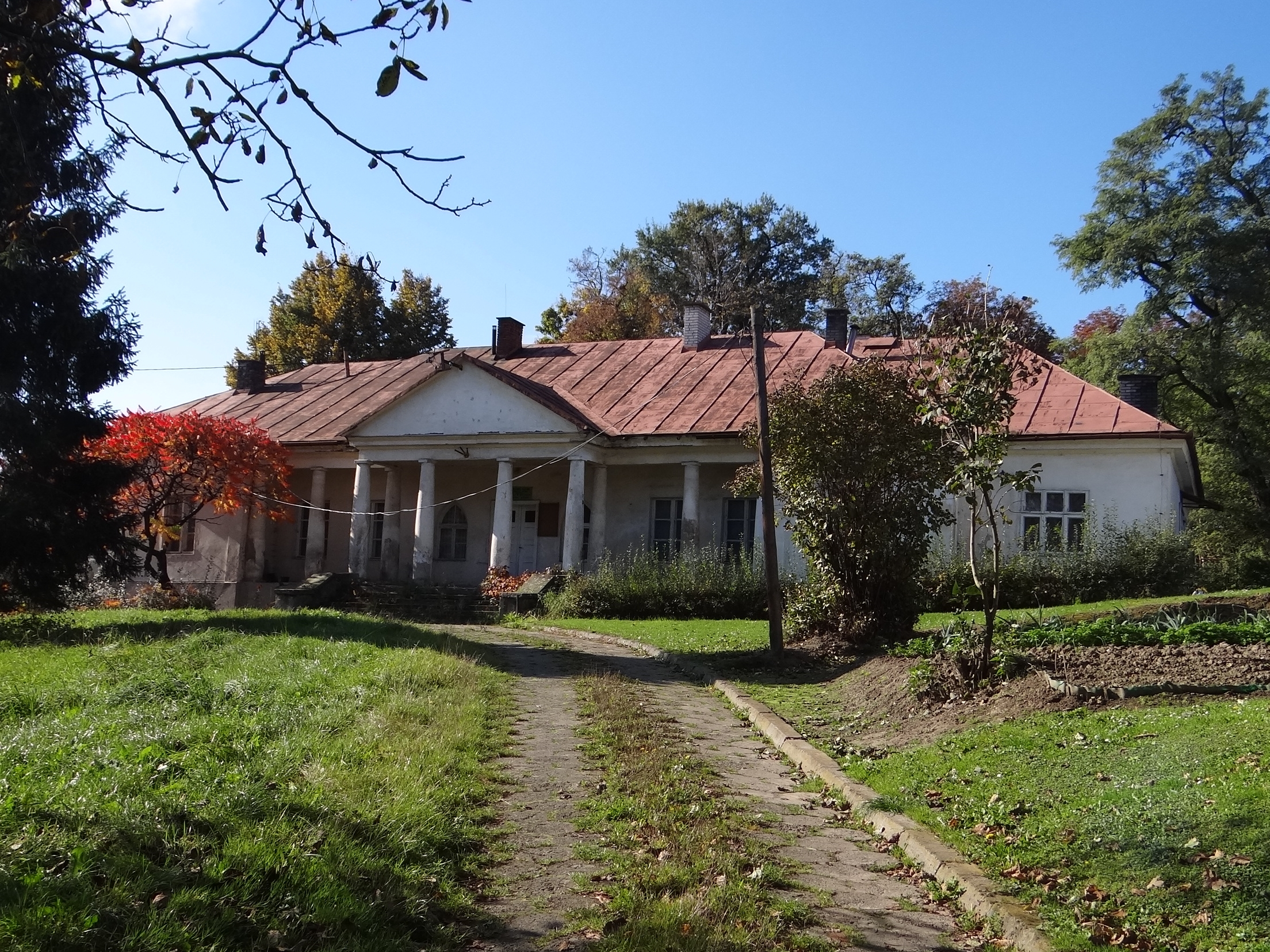
Dawny dwór
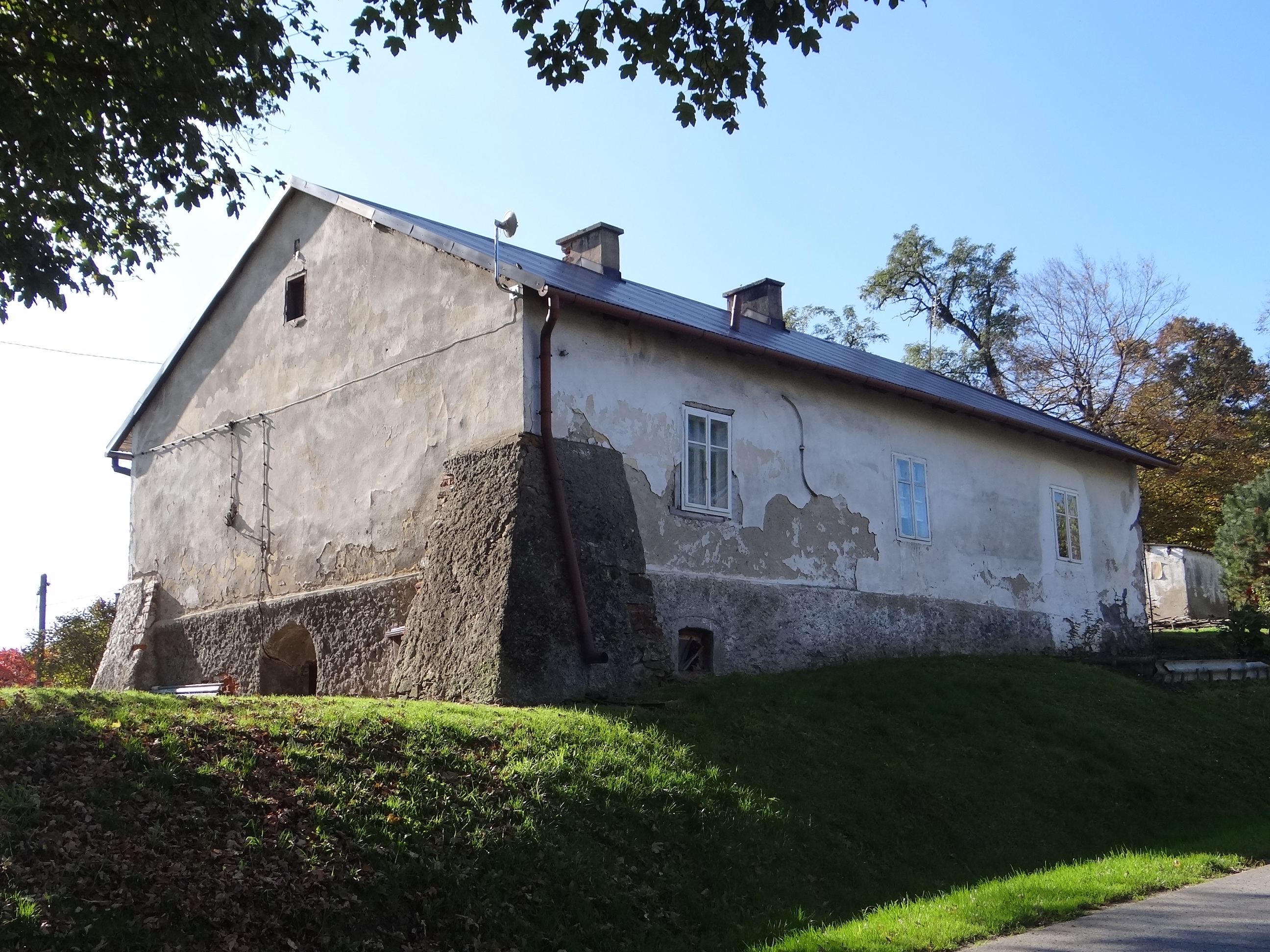
Spichlerz
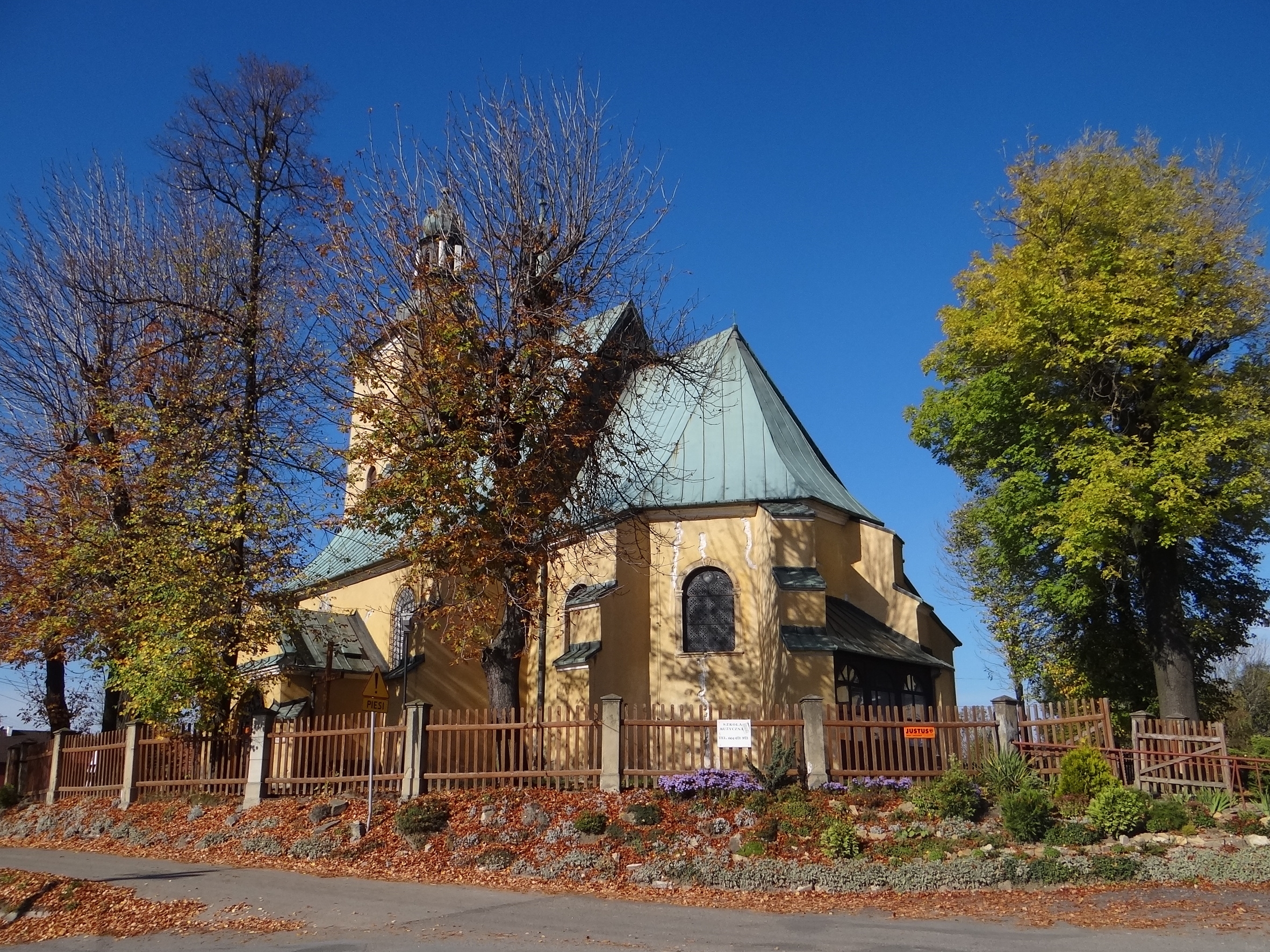
Kościół pw. Znalezienia Krzyża Świętego w Łazanach

## Osoby związane z miejscowością
- Jan Piotr Feliks Dunin-Brzeziński – podporucznik cesarskiej i królewskiej armii, podpułkownik kawalerii Wojska Polskiego, dowódca 2 pułku ułanów Polskiego Korpusu Posiłkowego[9].